# Вила-Руйва (Куба)
Вила-Руйва (порт.  Vila Ruiva) — фрегезия (район) в муниципалитете Куба округа Бежа в Португалии. Территория — 20,2 км². Население — 625 жителей. Плотность населения — 30,9 чел/км².